# Saint-Germain-du-Puch
Pour les articles homonymes, voir Saint-Germain et Puch (homonymie).
Saint-Germain-du-Puch est une commune du Sud-Ouest de la France, située dans le département de la Gironde en région Nouvelle-Aquitaine. 

## Géographie

### Localisation
Saint-Germain-du-Puch est située dans l'Entre-deux-Mers, à proximité de la rive gauche de la Dordogne et de Libourne.

### Communes limitrophes
Les communes limitrophes sont  Arveyres, Baron, Beychac-et-Caillau, Camarsac, Croignon, Nérigean, Sallebœuf et Vayres.
| Beychac-et-Caillau | Vayres                | Arveyres |
| Sallebœuf          | Saint-Germain-du-Puch | Nérigean |
| Camarsac           | Croignon              | Baron    |

### Climat
Pour des articles plus généraux, voir Climat de la Nouvelle-Aquitaine et Climat de la Gironde.
Historiquement, la commune est exposée à un climat océanique aquitain.  
En 2020, Météo-France publie une typologie des climats de la France métropolitaine dans laquelle la commune est exposée à un climat océanique et est dans la région climatique  Aquitaine, Gascogne, caractérisée par une pluviométrie abondante au printemps, modérée en automne, un faible ensoleillement au printemps, un été chaud (19,5 °C), des vents faibles, des brouillards fréquents en automne et en hiver et des orages fréquents en été (15 à 20 jours).
Pour la période 1971-2000, la température annuelle moyenne est de 12,7 °C, avec une amplitude thermique annuelle de 14,5 °C. Le cumul annuel moyen de précipitations est de 863 mm, avec 11,9 jours de précipitations en janvier et 6,9 jours en juillet. Pour la période 1991-2020, la température moyenne annuelle observée sur la station météorologique la plus proche, située sur la commune de Saint-Émilion à 14 km à vol d'oiseau, est de 13,9 °C et le cumul annuel moyen de précipitations est de 798,1 mm,. Pour l'avenir, les paramètres climatiques de la commune estimés pour 2050 selon différents scénarios d’émission de gaz à effet de serre sont consultables sur un site dédié publié par Météo-France en novembre 2022.

## Urbanisme

### Typologie
Au 1er janvier 2024, Saint-Germain-du-Puch est catégorisée bourg rural, selon la nouvelle grille communale de densité à sept niveaux définie par l'Insee en 2022.
Elle est située hors unité urbaine. Par ailleurs la commune fait partie de l'aire d'attraction de Bordeaux, dont elle est une commune de la couronne,. Cette aire, qui regroupe 275 communes, est catégorisée dans les aires de 700 000 habitants ou plus (hors Paris),.

### Occupation des sols

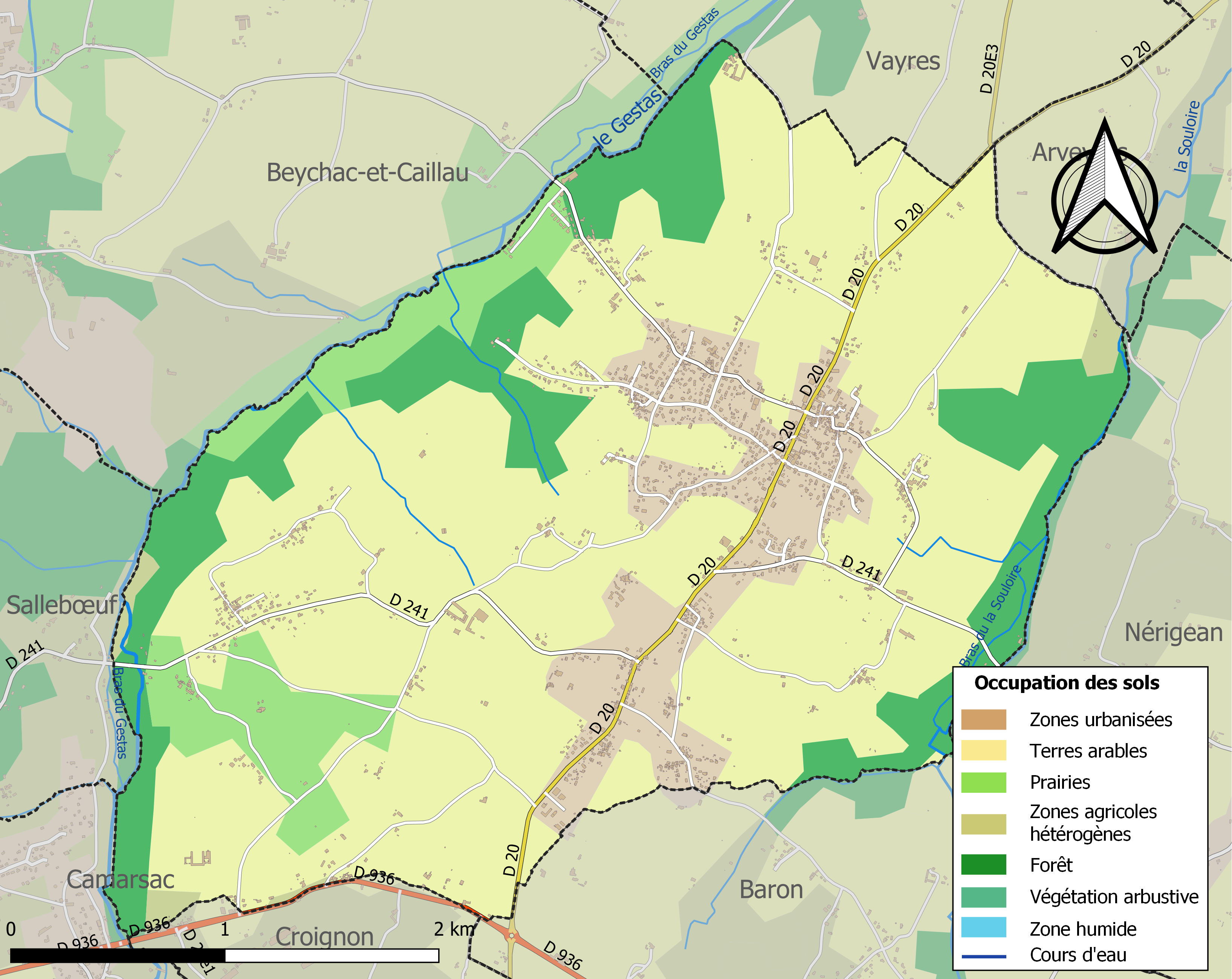
Carte des infrastructures et de l'occupation des sols de la commune en 2018 (CLC).

L'occupation des sols de la commune, telle qu'elle ressort de la base de données européenne d’occupation biophysique des sols Corine Land Cover (CLC), est marquée par l'importance des territoires agricoles (72,8 % en 2018), en diminution par rapport à 1990 (80,7 %). La répartition détaillée en 2018 est la suivante : 
cultures permanentes (64,1 %), forêts (15,6 %), zones urbanisées (11,7 %), prairies (7,4 %), zones agricoles hétérogènes (1,1 %), terres arables (0,1 %). L'évolution de l’occupation des sols de la commune et de ses infrastructures peut être observée sur les différentes représentations cartographiques du territoire : la carte de Cassini (XVIIIe siècle), la carte d'état-major (1820-1866) et les cartes ou photos aériennes de l'IGN pour la période actuelle (1950 à aujourd'hui).

### Voies de communication et transports
La commune est accessible par l'autoroute A89 sortie  08 Libourne-centre.

### Risques majeurs
Le territoire de la commune de Saint-Germain-du-Puch est vulnérable à différents aléas naturels : météorologiques (tempête, orage, neige, grand froid, canicule ou sécheresse), mouvements de terrains et séisme (sismicité faible). Un site publié par le BRGM permet d'évaluer simplement et rapidement les risques d'un bien localisé soit par son adresse soit par le numéro de sa parcelle.
Les mouvements de terrains susceptibles de se produire sur la commune sont des affaissements et effondrements liés aux cavités souterraines (hors mines) et des tassements différentiels. Par ailleurs, afin de mieux appréhender le risque d’affaissement de terrain, un inventaire national permet de localiser les éventuelles cavités souterraines sur la commune.

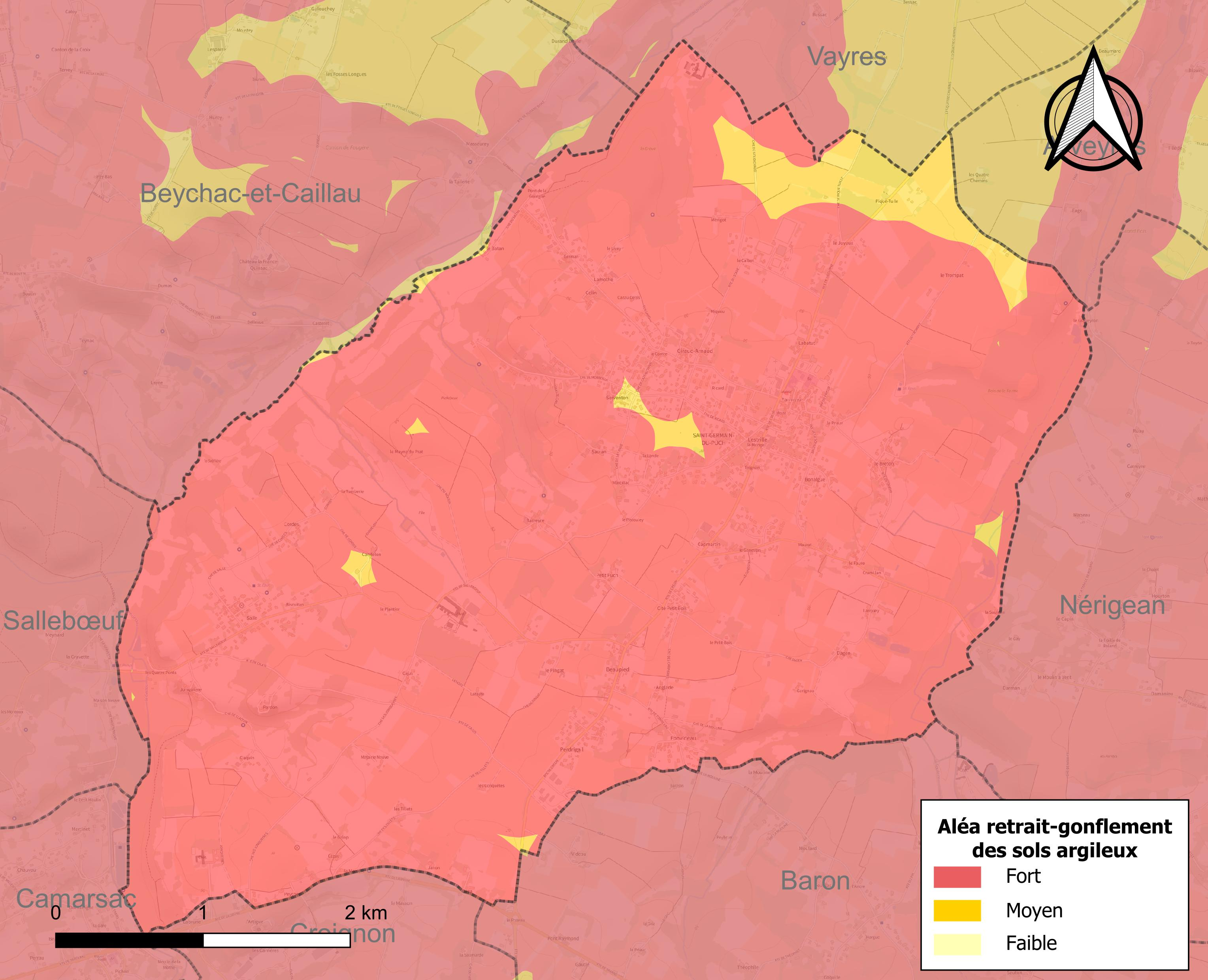
Carte des zones d'aléa retrait-gonflement des sols argileux de Saint-Germain-du-Puch.

Le retrait-gonflement des sols argileux est susceptible d'engendrer des dommages importants aux bâtiments en cas d’alternance de périodes de sécheresse et de pluie. La totalité de la commune est en aléa moyen ou fort (67,4 % au niveau départemental et 48,5 % au niveau national). Sur les 914 bâtiments dénombrés sur la commune en 2019,  914 sont en aléa moyen ou fort, soit 100 %, à comparer aux 84 % au niveau départemental et 54 % au niveau national. Une cartographie de l'exposition du territoire national au retrait gonflement des sols argileux est disponible sur le site du BRGM,.
La commune a été reconnue en état de catastrophe naturelle au titre des dommages causés par les inondations et coulées de boue survenues en 1982, 1989, 1993, 1994, 2020 et 2021, par la sécheresse en 2003, 2005, 2011 et 2015 et par des mouvements de terrain en 1993, 1994, 1999, 2008 et 2011.

## Histoire
A la Révolution, la paroisse Saint-Germain-du-Puch forme la commune de Saint-Germain-du-Puch.

## Héraldique
| Blason de Saint-Germain-du-Puch | Blason  | Écartelé d'azur et de gueules, aux premier et quatrième au chevron tiercé en pal d'or, de sable et de gueules, accompagné en chef de deux monts isolés de six coupeaux d'argent et en pointe d'une gerbe de blé d'or, aux deuxième et troisième au château du lieu d'argent, ouvert et ajouré du champ, terrassé d'or et surmonté d'une grappe de raisin du même ; à la tête de crosse d'or brochant en abîme sur le tout. |
| Blason de Saint-Germain-du-Puch | Détails | Officiel, présenté sur le site internet de la commune |

## Politique et administration

### Rattachements administratifs et électoraux
Saint-Germain-du-Puch appartient à l'arrondissement de Libourne et au canton des Coteaux de Dordogne depuis le redécoupage cantonal de 2014 entré en vigueur à l'occasion des élections départementales de 2015,. Avant cette date, elle faisait partie du canton de Libourne.
Pour l'élection des députés, la commune fait partie de la dixième circonscription de la Gironde, représentée depuis 2012 par Florent Boudié (LREM, ex-PS).

### Intercommunalité
Saint-Germain-du-Puch appartient à la communauté d'agglomération du Libournais, intercommunalité membre du Pays du Libournais.

### Administration municipale
Le nombre d'habitants au dernier recensement étant compris entre 1 500 et 2 499, le nombre de membres du conseil municipal est de 19.

### Liste des maires
| Période                                  | Période                   | Identité           | Étiquette | Qualité |
| ---------------------------------------- | ------------------------- | ------------------ | --------- | --- |
| 1918                                     | Maire en 1962             | Antoine Arieu      |           | Officier de l'Ordre national du Mérite (1960)                                                                                       |
| Les données manquantes sont à compléter. |                           |                    |           | |
| mars 1977                                | mars 1983                 | André Weber        | DVD       | |
| mars 1983                                | décembre 1986 (démission) | Paul Glotin        | DVD       | Chef d'entreprise, propriétaire du château Goudichaud                                                                               |
| janvier 1987                             | mars 1989                 | André Weber        | DVD       | |
| mars 1989                                | mars 2008                 | André Taris        | DVD       | Gérant de société Réélu en 1995 et 2001                                                                                             |
| mars 2008                                | 2020                      | Catherine Viandon, | DVD       | Sage-femme retraitée Vice-présidente déléguée de la CA du Libournais Conseillère départementale suppléante (2015 → ) Réélue en 2014 |
| 2020                                     | En cours                  | François Tosi      |           | |
| Les données manquantes sont à compléter. |                           |                    |           | |

## Démographie
Les habitants de Saint-Germain-du-Puch sont appelés les Saint-Germanais.
| 1793 | 1800 | 1806 | 1821 | 1831 | 1836 | 1841 | 1846 | 1851 |
| ---- | ---- | ---- | ---- | ---- | ---- | ---- | ---- | ---- |
| 951  | 899  | 909  | 865  | 902  | 967  | 921  | 980  | 971  |

| 1856  | 1861  | 1866  | 1872  | 1876  | 1881  | 1886  | 1891  | 1896  |
| ----- | ----- | ----- | ----- | ----- | ----- | ----- | ----- | ----- |
| 1 065 | 1 149 | 1 202 | 1 160 | 1 174 | 1 133 | 1 168 | 1 074 | 1 196 |

| 1901  | 1906  | 1911  | 1921  | 1926  | 1931  | 1936  | 1946  | 1954  |
| ----- | ----- | ----- | ----- | ----- | ----- | ----- | ----- | ----- |
| 1 217 | 1 262 | 1 257 | 1 144 | 1 145 | 1 149 | 1 178 | 1 198 | 1 155 |

| 1962  | 1968  | 1975  | 1982  | 1990  | 1999  | 2006  | 2007  | 2012  |
| ----- | ----- | ----- | ----- | ----- | ----- | ----- | ----- | ----- |
| 1 271 | 1 281 | 1 395 | 1 615 | 1 813 | 1 982 | 2 019 | 2 025 | 2 165 |

| 2017  | 2022  | - | - | - | - | - | - | - |
| ----- | ----- | - | - | - | - | - | - | - |
| 2 156 | 2 290 | - | - | - | - | - | - | - |

## Lieux et monuments
Le village de Saint-Germain-du-Puch compte quatre châteaux et d'autres monuments intéressants :
- l'église Saint-Germain. Élevée sur un site gallo-romain, elle est citée pour la première fois au XIIIe siècle. Il ne reste de l'église romane qu'une partie du mur sud de la nef. Celle-ci est terminée à l'est par une travée droite et une abside en hémicycle reconstruite en 1862. Sur la partie ancienne du mur Sud, se trouve une série de cadrans solaires canoniaux (au moins huit !) ;

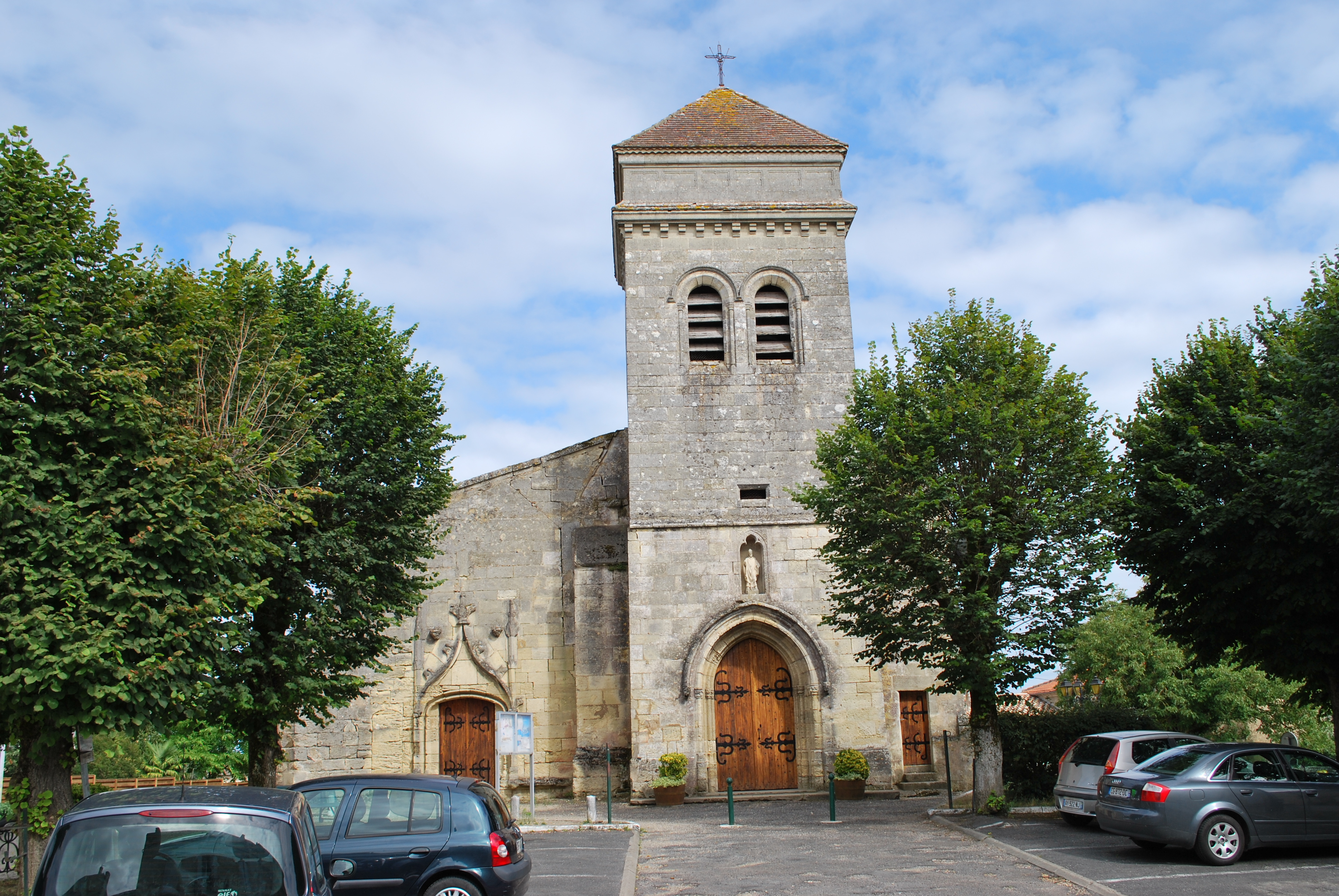
Église Saint-Germain.
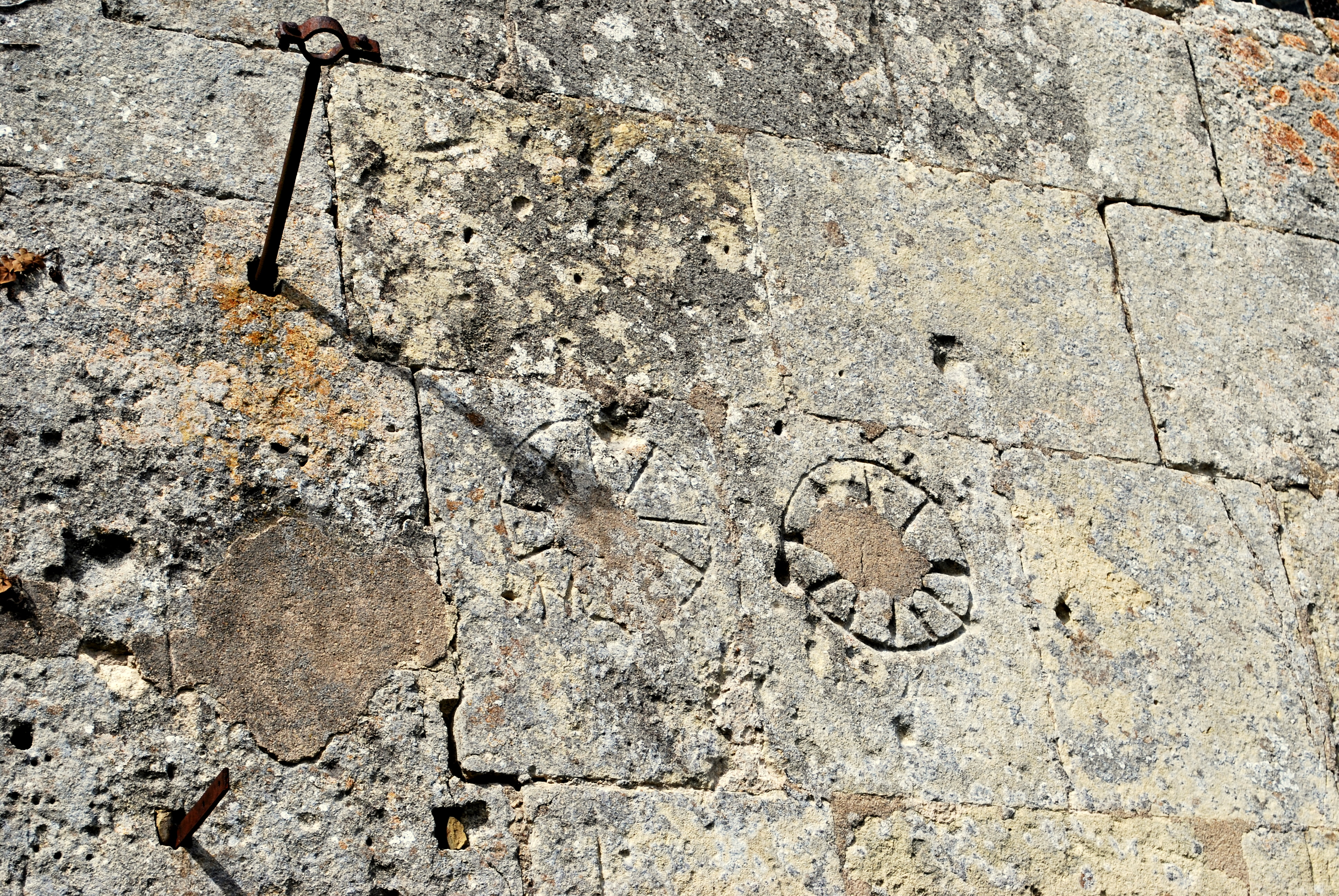
Cadrans canoniaux.

- la commanderie d'Arveyres ;
- le château du Grand-Puch, fondé en 1330 ou en 1348. Le château se présente comme un quadrilatère entouré d'un fossé taillé dans le calcaire. Deux tours octogonales flanquent les angles nord-est et sud-est. Les deux autres angles sont couronnés d'échauguettes en encorbellement comportant, comme les tours, des canonnières. Les parties hautes sont décorées de balustrades ajourées de quadrilobes sur mâchicoulis, qui courent autour des deux combles à double pignon ;

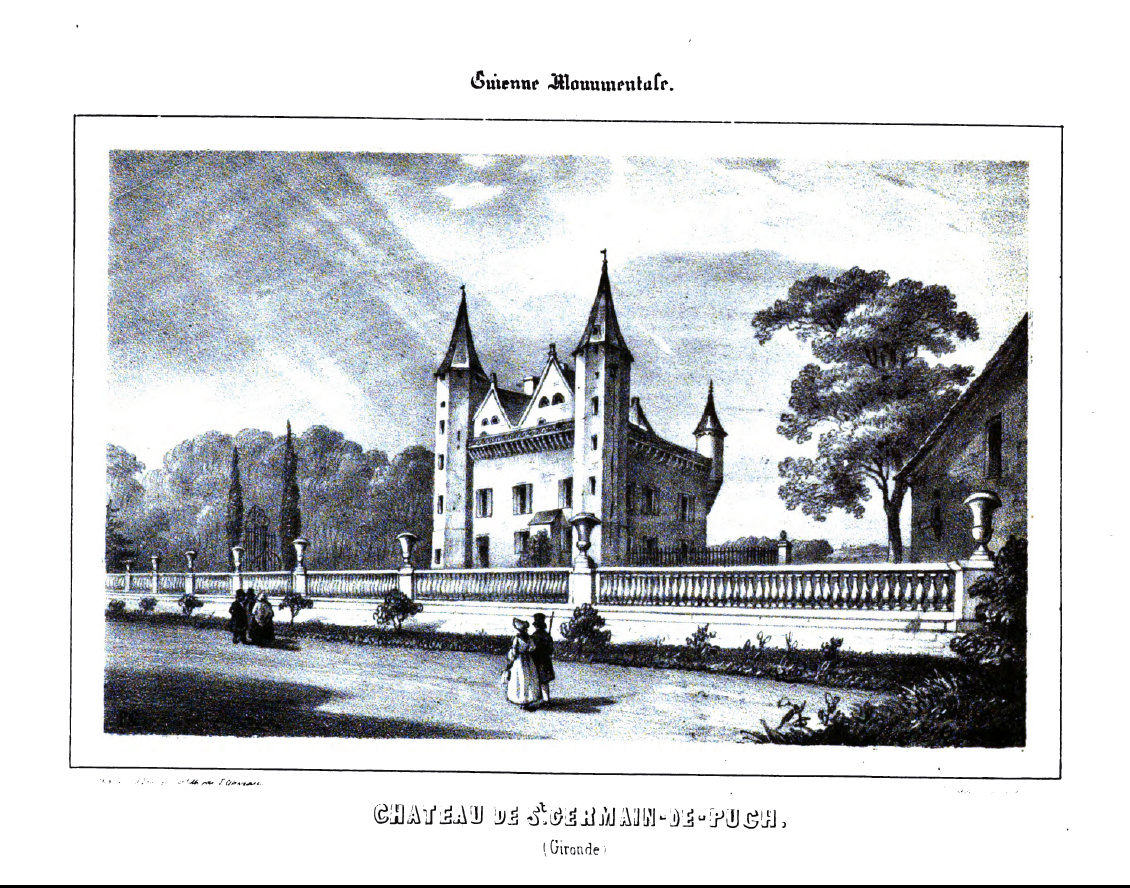
Château du Grand-Puch - Gravure ancienne
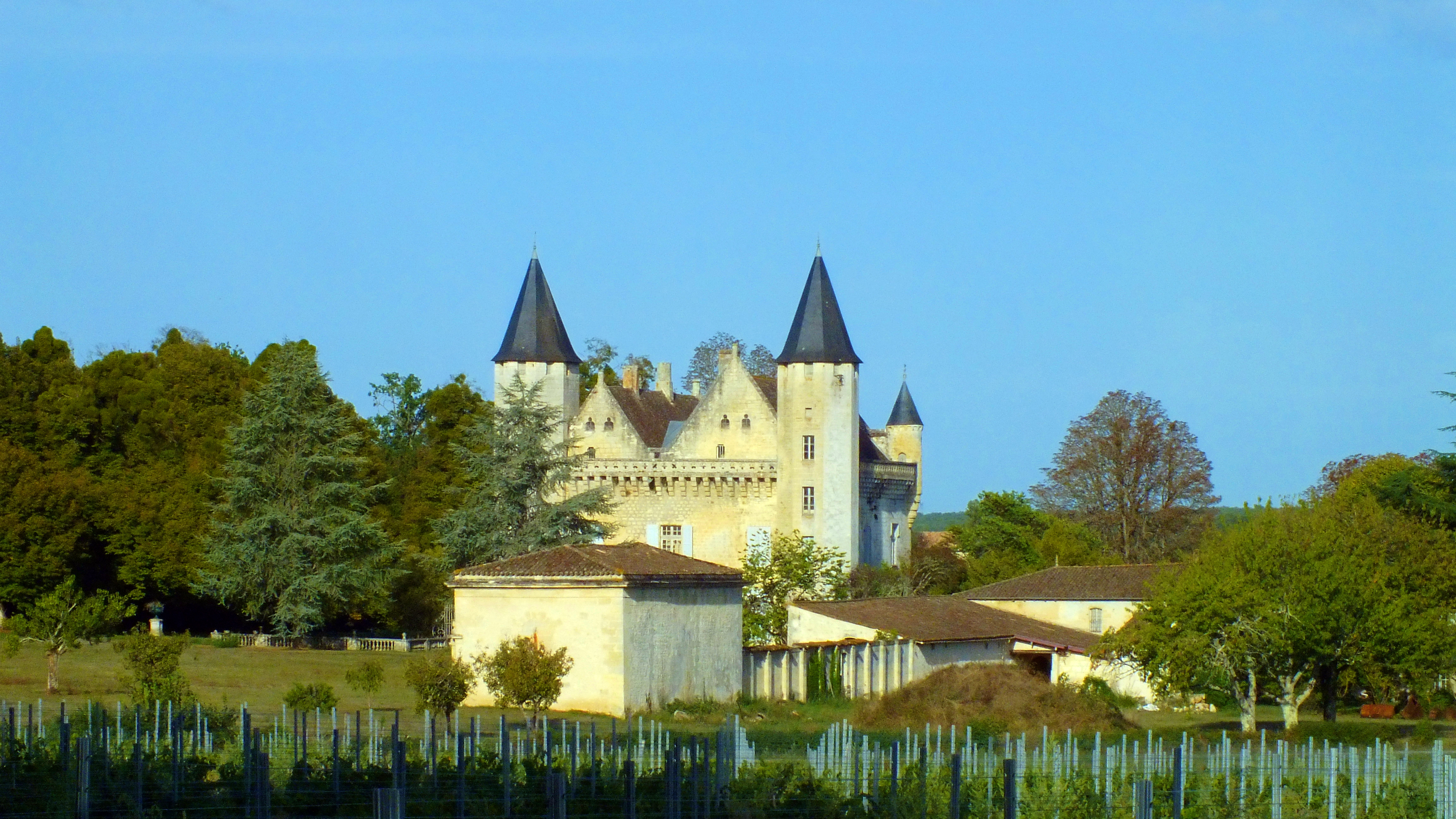
Château du Grand-Puch - facade Est - vue générale
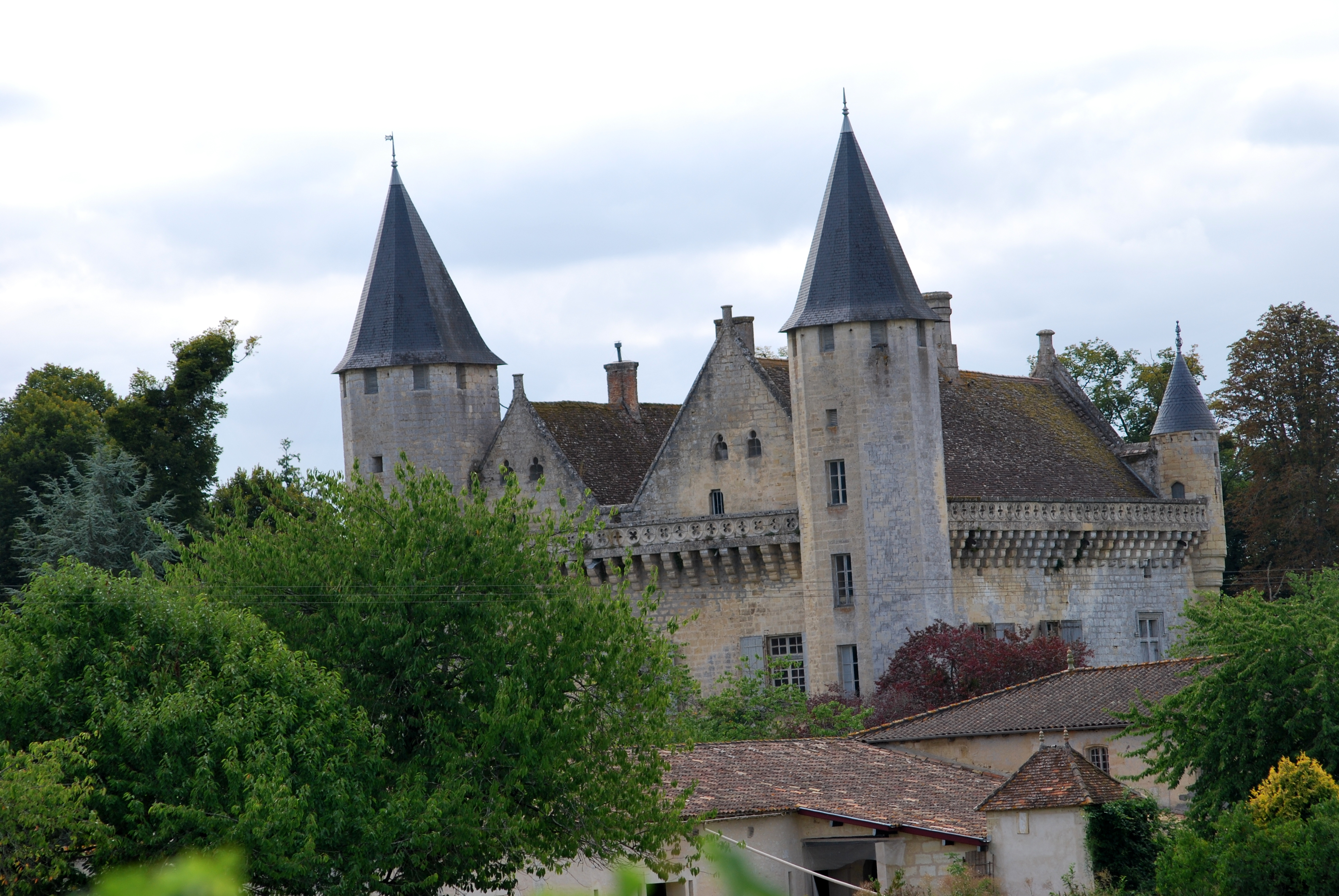
Château du Grand-Puch - facade Est
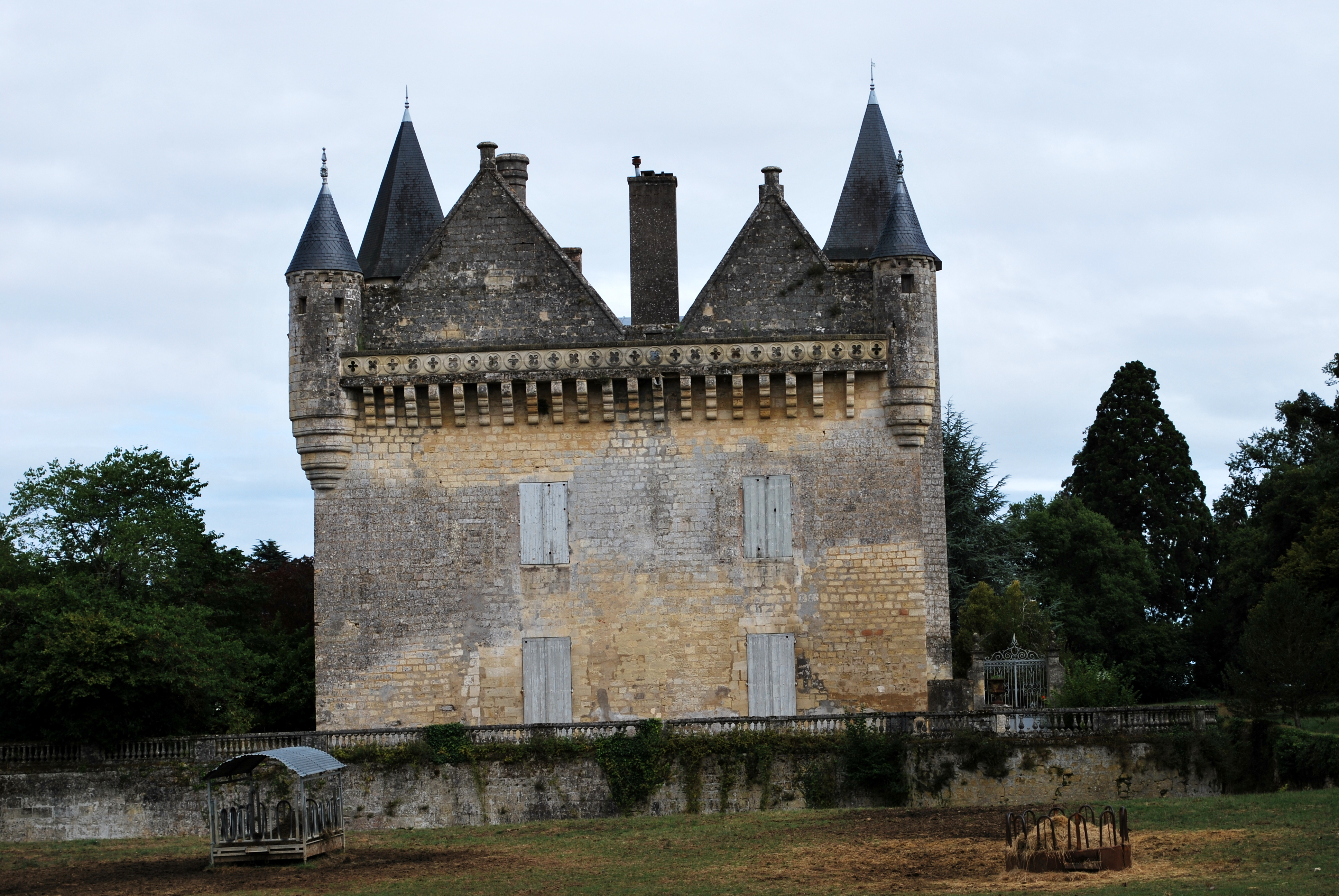
Château du Grand-Puch - facade Ouest

- le château du Petit Puch du XVIe siècle ;
- le château Goudichaud, du XVIIIe siècle ;
- le château de Jonqueyres, ancienne maison forte  des XIe et XIIe siècles.

## Personnalités liées à la commune
- André Dubois
- Jean Renaud-Dandicolle